# Административное правонарушение
Административное правонарушение — противоправное, виновное действие или бездействие физического или юридического лица, за которое законодательством об административных правонарушениях установлена административная ответственность.
Объектами посягательства при административных правонарушениях могут являться собственность, здоровье населения и общественная нравственность, общественный порядок, экология и т. д.

## Признаки административного правонарушения
- деяние (действие/бездействие).
- общественная вредность.
- противоправность — заключается в совершении деяния, нарушении нормы административного и иных отраслей права (трудового, земельного, финансового), охраняемых мерами административной ответственности.
- виновность — противоправные деяния являются административным правонарушением только в том случае, если имеет место вина данного лица, то есть содеянное было совершено умышленно или по неосторожности.
- наказуемость деяния — то есть за содеянное наступает административная ответственность.

## Отличия от иных видов правонарушений
Административные правонарушения отличаются от преступлений тем, что их совершение не наносит существенного вреда обществу, они не обладают признаком общественной опасности в том смысле, который вкладывается в это понятие уголовным законодательством. Некоторые деяния (например, хищение или нарушение авторских прав) могут признаваться как правонарушением, так и преступлением в зависимости от степени причинённого вреда или других обстоятельств.

## Состав административного правонарушения
Как и состав преступления, состав административного правонарушения образуют четыре элемента:
- Объект правонарушения — те общественные отношения, которые оно нарушает.
- Объективная сторона правонарушения — признаки конкретного деяния, его возможные последствия, причинная связь между деянием и последствиями.
- Субъект правонарушения — физическое (в том числе должностное) лицо, обладающее признаком вменяемости и достигшее определённого (в России — 16-летнего) возраста или юридическое лицо.
- Субъективная сторона правонарушения — вина в форме умысла или неосторожности, цель.

## Ответственность за административное правонарушение
Совершение административного правонарушения служит основанием для применения особых мер ответственности: административного наказания. Основной формой такого наказания является штраф, но могут предусматриваться и иные меры: предупреждение, лишение специального права (например, права управления транспортным средством), приостановление деятельности организации, административный арест и другие.

## Административное расследование
В случаях, когда после выявления административного правонарушения возникает потребность в осуществлении экспертизы или иных процессуальных действий, требующих значительных временны́х затрат, проводится административное расследование (например, правонарушения в области антимонопольного законодательства, налогов и сборов, таможенного дела, дорожного движения и т. п.), являющееся самостоятельной стадией производства. Решение о возбуждении дела об административном правонарушении и проведении административного расследования принимается должностным лицом, уполномоченным в соответствии с КоАП РФ составлять протокол об административном правонарушении, в виде определения, а прокурором в виде постановления немедленно после выявления факта совершения административного правонарушения.
В определении о возбуждении дела об административном правонарушении указываются дата и место составления определения, должность, фамилия и инициалы лица, составившего определение, повод для возбуждения дела об административном правонарушении, данные, указывающие на наличие события административного правонарушения, статья КоАП РФ либо закона субъекта Российской Федерации, предусматривающая административную ответственность за данное административное правонарушение. При вынесении определения о возбуждении дела об административном правонарушении физическому лицу или законному представителю юридического лица, в отношении которых оно вынесено, а также иным участникам производства по делу об административном правонарушении разъясняются их права и обязанности, предусмотренные КоАП РФ, о чем делается запись в определении.
Административное расследование проводится по месту совершения или выявления административного правонарушения.
Срок проведения административного расследования не может превышать одного месяца с момента возбуждения дела об административном правонарушении. В исключительных случаях указанный срок по письменному ходатайству должностного лица, в производстве которого находится дело, может быть продлен вышестоящим должностным лицом на срок не более одного месяца, а по делам о нарушении таможенных правил начальником вышестоящего таможенного органа на срок до шести месяцев.
По окончании административного расследования составляется протокол об административном правонарушении либо выносится постановление о прекращении дела об административном правонарушении.